# Любка дволиста
Лю́бка дволи́ста, широт парлист (Platanthera bifolia) — багаторічна рослина родини зозулинцевих. Рідкісний вид, занесений до Червоної книги України у статусі «Неоцінений». Харчова, лікарська та декоративна культура.

## Назва
Родова назва Platanthera походить від грецьких слів, що в перекладі означають «широкий пиляк». Існує версія, що українська назва дана за гіпотетичну властивість викликати у чоловіків сексуальне збудження та ерекцію. Видова назва вказує на характерну ознаку — наявність лише двох добре помітних листків (у більшості особин). В деяких місцевостях рослину також називають нічною фіалкою за приємний аромат, що посилюється надвечір.

## Опис
Трав'яниста рослина висотою 25—60 см. Бульби цілісні, овальні. Стебло високе, струнке, при основі обгорнуте 2-3 бурими піхвами. Листків усього 4-6, з них 2-3 нижніх великі, еліптичні, з крилатими черешками, зближені при основі стебла і майже супротивні. Суцвіття — китицеподібний колос, циліндричне, негусте, 10—25 см завдовжки, піднесене на довгому квітконосі. Квітки великі, білі. Губа жовтувато-зеленого кольору, довга, лінійна, спрямована донизу, значно довша за інші листочки оцвітини, які сходяться біля верхівки. Шпорець зігнутий, в 1,5-2 рази довший за зав'язь. Квітне у червні-липні, плодоносить у серпні-вересні. Плід — коробочка. Насіння дрібне, схоже на пил. Розмножується насінням. Характеризується високою плодючістю (пересічно 2000 насінин на 1 рослину).

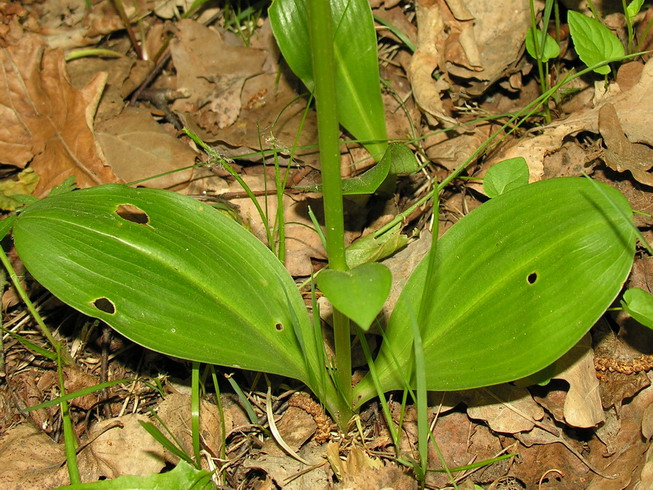
Листя
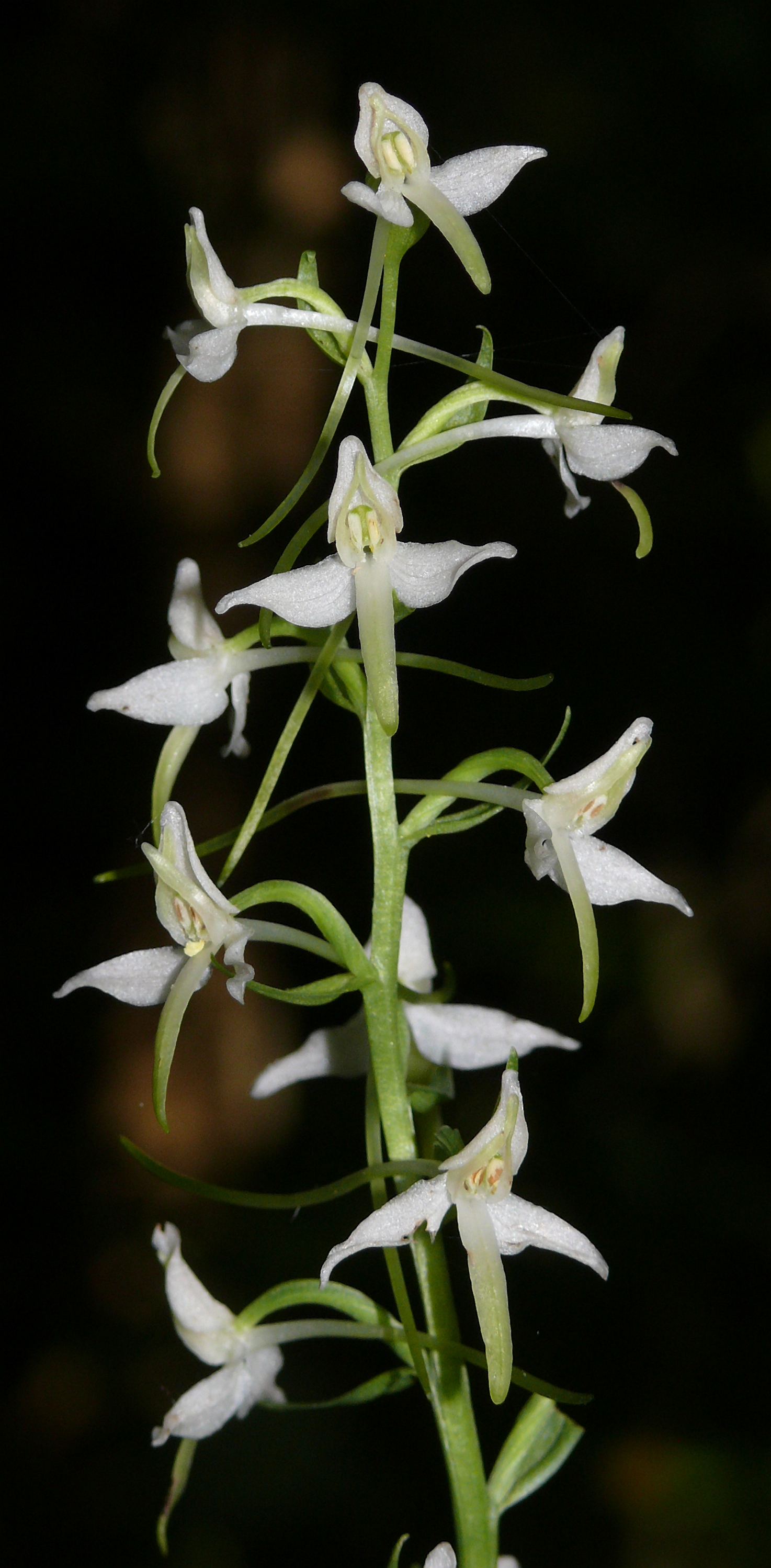
Суцвіття великим планом
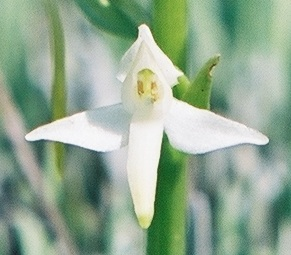
Окрема квітка
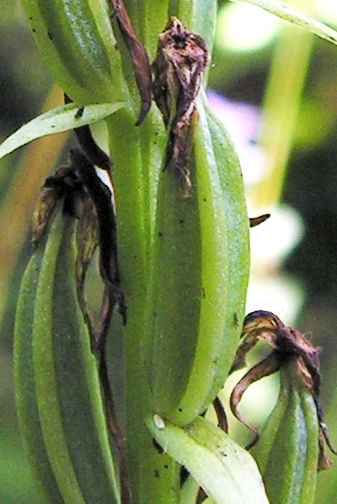
Недозрілий плід

## Поширення
Ареал виду охоплює помірні та субтропічні регіони Європи, Кавказ, Сибір, Малу та Центральну Азію. В Україні зустрічається у Карпатах, Передкарпатті, Розточчі, Опіллі, Поліссі, рідше — у лісостепу (переважно в північній частині), степу та Криму.

## Екологія
У Карпатах зростає найчастіше на післялісових луках, у розріджених букових лісах, серед чагарників, на узліссях. На Західному Поліссі вид є компонентом неморальних теплолюбних грабових дібров та змішаних дубово-соснових лісів. Потребує середнього ступеня зволоження (мезофіт) та затінку (сциофіт).
Рослини запилюються нічними метеликами, для приваблення яких квітка виділяє приємний аромат. Вдень він ледь відчутний, а в присмерку значно посилюється. Крім того, зорієнтуватися комахам допомагає химерна форма квітки, що також нагадує метелика, і її білий колір, добре помітний вночі. Насіння проростає лише за наявності гриба. Проросток розвивається під землею протягом 2-4 років, перше цвітіння настає в 11-річному віці, а загалом рослина живе до 27 років.

## Статус
Любку дволисту занесено до Додатку II Ковенції про міжнародну торгівлю видами дикої фауни та флори, що перебувають під загрозою зникнення (CITES). В Україні цей вид охороняється у таких заповідниках і національних парках: Карпатському, в Канівському, Поліському, «Розточчя», «Медобори», «Ґорґани», Рівненському, в Карпатському, Шацькому, «Синевир», «Вижницькому», «Подільські Товтри», Яворівському, «Деснянсько-Старогутському», «Мезинському», «Сколівські Бескиди», «Ужанському», а також у заказнику «Гайдамацька балка».
Майже на всій території, окрім Карпат, рослини утворюють нечисленні популяції з кількох десятків особин. У Карпатах деінде популяції нараховують по кілька сотень особин. Чисельність виду скорочується через нищівний збір квітів і заготівлю бульб, також негативно впливають вирубка лісів, руйнація природного середовища внаслідок господарської діяльності.

## Застосування
Перші відомості щодо використання любки дволистої відомі з часів Персії та Османської імперії. В ті часи в їжу вживали бульби, називаючи їх «салеп»: з сирих варили драглистий напій, заправляючи його медом, сушені подрібнювали і брали з собою у походи. Ця звичка згодом була запозичена кримськими татарами.
У бульбах любки, порівняно невеликих за розміром, нагромаджуються слиз (до 50 %), крохмаль (до 30 %), декстрин (до 10 %), деякі тонізуючі речовини. Вони мають витончений, надзвичайно приємний аромат, а також відрізняються високою поживністю — достатньо розчинити у воді або молоці 40 г сушеної сировини, щоб задовольнити добову потребу людини у поживних речовинах. В сучасній Туреччині салеп також високо цінують, але через високу вартість продукту використовують його не як основний компонент напоїв, а як натуральний ароматизатор.
Народна медицина рекомендує бульби любки виснаженим хворим при шлунково-кишкових захворюваннях, кашлі, хворобах зубів, а листя як зовнішнє при наривах. Бульби доцільно використовувати як обволікаючий засіб при отруєнні (при цьому уповільнюється всмоктування токсичних сполук). Настій трави вважався сечогінним, потогінним і гіпотензивним засобом. Насіння використовували при епілепсії.

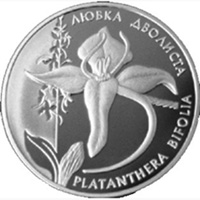
Любка дволиста на українській монеті

Через складний та тривалий розвиток любка дволиста не дуже поширена у садівників, як декоративну культуру її вирощують переважно у ботанічних садах. Якщо не зважати на довгий час розвитку, то в цілому цей вид культивується легко. Любку висаджують у пухкий ґрунт, багатий на перегній, у затінку кущів, де вона добре розростається.

## Монети
В 1999 році Національний банк України випустив дві пам'ятні монети із зображенням любки дволистої на реверсі: нейзельберову номіналом 2 гривні і срібну номіналом 10 гривень.

## Синоніми
| - Conopsidium platantherum Wallr. - Conopsidium stenantherum Wallr. - Gymnadenia bifolia (L.) G.Mey. (1836) - Gymnadenia bifolia var. tenuiflora G.Mey. - Habenaria bifolia (L.) R.Br. (1813) - Habenaria fornicata Bab. - Lysias bifolia (L.) Salisb. (1812) - Orchis alba Lam. - Orchis bifolia (L.) (1753) - Orchis bifolia var. brachyglossa Wallr. - Orchis bifolia var. latissima Tinant - Orchis bifolia var. major Besser - Orchis bifolia var. trifolia Gaudin - Orchis bifolia var. trifoliata Tinant - Orchis bifolia var. virens Tinant - Orchis ochroleuca Ten. - Orchis paucifolia Gaterau - Orchis platanthera (Wallr.) E.H.L.Krause - Orchis stenanthera (Wallr.) E.H.L.Krause - Platanthera bifolia f. angustifolia Potonié - Platanthera bifolia f. apetiolata Verm. - Platanthera bifolia підв. atropatanica B.Baumann et al. (2003) - Platanthera bifolia subsp. bifolia - Platanthera bifolia f. brachyglossa (Wallr.) Soó - Platanthera bifolia var. brachyphylla Verm. - Platanthera bifolia f. bracteata Cortesi - Platanthera bifolia f. brevicalcarata Verm. - Platanthera bifolia var. carducciana (Goiran) Hallier & Wohlf. - Platanthera bifolia var. conferta Peterm. - Platanthera bifolia f. densiflora (Drejer) Soó - Platanthera bifolia f. densispicata Verm. - Platanthera bifolia subsp. graciliflora Bisse - Platanthera bifolia f. grandiflora Hartm. ex Soó - Platanthera bifolia f. humilior Zapal. - Platanthera bifolia subsp. latiflora (Drejer) Løjtnant - Platanthera bifolia f. latiflora (Drejer) Asch. & Graebn. - Platanthera bifolia var. latiflora (Drejer) E.G.Camus - Platanthera bifolia var. latiflora (Drejer) Kreutz - Platanthera bifolia var. laxa Peterm. - Platanthera bifolia f. major Zapal. | - Platanthera bifolia var. microglossa Zapal. - Platanthera bifolia f. multifoliolata Verm. - Platanthera bifolia f. nudicaulis Beck - Platanthera bifolia var. obtusifolia Schur - Platanthera bifolia f. pervia (Peterm.) Soó - Platanthera bifolia var. pervia (Peterm.) Asch. & Graebn. - Platanthera bifolia var. quadrifolia Peterm. - Platanthera bifolia f. rotundata Verm. - Platanthera bifolia var. simonkaiana Soó - Platanthera bifolia var. spathulata Vuyck ex Verm. - Platanthera bifolia var. subalpina Brügger - Platanthera bifolia f. subalpina (Brügger) Soó - Platanthera bifolia var. tenuiflora (G.Mey.) Thell. - Platanthera bifolia f. trifoliata (Thielens) Pauca & Nyár. - Platanthera brachyglossa (Wallr.) Rchb. - Platanthera carducciana Goiran - Platanthera chlorantha f. lancifolia (Rohlena) Soó - Platanthera chlorantha var. wankelii (Rchb.) Nyman - Platanthera lancifolia (Rohlena) A.W.Hill - Platanthera major (Besser) Linding. - Platanthera montana var. lancifolia Rohlena - Platanthera pervia Peterm. - Platanthera satyrioides Rchb.f. - Platanthera schuriana Fuss - Platanthera solstitialis Boenn. ex Rchb. (1830) - Platanthera solstitialis var. brachyglossa (Wallr.) Nyman - Platanthera solstitialis var. densiflora Drejer - Platanthera solstitialis var. latiflora Drejer - Platanthera solstitialis var. patula Drejer - Platanthera solstitialis var. pervia (Peterm.) Rchb.f. - Platanthera solstitialis var. pervia (Peterm.) Nyman - Platanthera solstitialis var. subalpina (Brügger) M.Schulze - Platanthera solstitialis var. trifoliata Thielens - Platanthera subalpina Brügger - Platanthera virescens K.Koch - Platanthera viricimaculata Kraenzl. - Platanthera wankelii Rchb. - Satyrium bifolium (L.) Wahlenb. (1826) - Sieberia bifolia (L.) Spreng. (1817) |